# Ancienne église Saint-Paul-des-Champs
L'église Saint-Paul-des-Champs est une ancienne église de Paris, qui était située dans le 4e arrondissement aux nos 30-32 de la rue Saint-Paul, à l'angle de l'actuelle rue Neuve-Saint-Pierre.
La chapelle bâtie au VIIe siècle du cimetière du monastère Saint-Martial, couvent de femmes établi sur l'île de la Cité, est remplacée par une église qui devient paroissiale en 1125. Saint-Paul devient paroisse royale au XIVe siècle à proximité des résidences royales de l'hôtel Saint-Paul et de l'hôtel des Tournelles.
Après la démolition de l'église de 1796 à 1799, une nouvelle paroisse est constituée au début du XIXe siècle, à laquelle est affectée l'église de l'ancienne maison professe des Jésuites (église Saint-Louis-des-Jésuites de Paris) qui prend le double vocable d'église Saint-Paul-Saint-Louis.

## Histoire
L'origine de l’église Saint-Paul remonte au règne du roi des Francs Dagobert Ier durant lequel l'orfèvre et trésorier du roi, le futur évêque Éloi de Noyon (v. 588-660) fonde sur l'île de la Cité, en 631 ou vers 632,, le monastère Saint-Martial (aussi appelé monastère Sainte Aure, puis monastère Saint-Éloi) placé sous la règle de saint Colomban et désigne Aure de Paris (?-666) comme première mère supérieure, puis comme abbesse. Le roi Dagobert dote ce monastère, implanté au cœur de la cité, de terrains de culture — couture en ancien français — situés hors de la ville, entre la rive droite de la Seine et l'ancienne voie romaine, parallèle à la Seine, menant de Paris à Meaux (actuelle rue Saint-Antoine) qui traversait une étendue marécageuse inondable (emplacement de l'actuel quartier du Marais) d'où émergeaient quelques « monceaux » ou buttes insubmersibles sur lesquelles était déjà implantée l'église Saint-Gervais-Saint-Protais.

### La chapelle Saint-Paul-des-Champs

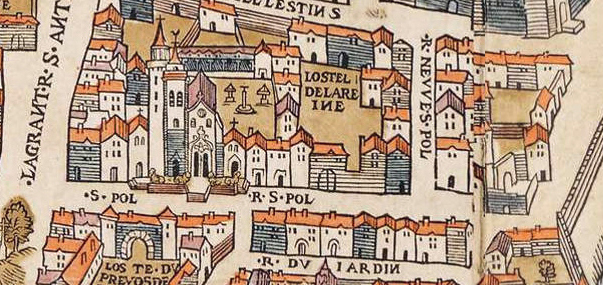
L'église Saint-Paul-des-Champs sur le plan de Truschet et Hoyau (1550).

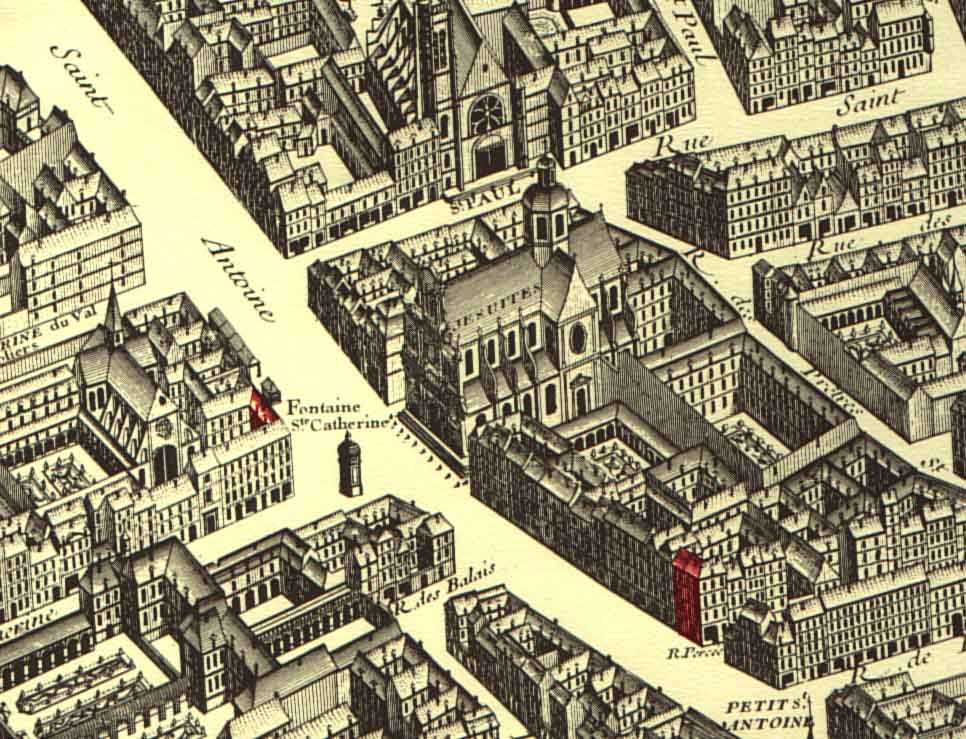
Églises Saint-Paul-des-Champs (en haut) et Saint-Louis-des-Jésuites (en dessous) sur le plan de Turgot publié en 1739.

Les moniales de Saint-Martial se conformant à la vieille loi romaine de ne pas inhumer dans les villes, établissent leur cimetière à l'extrémité est de la butte non inondable du monceau Saint-Gervais avec une chapelle érigée vers 632-642. Ce premier édifice cultuel dédié dut son nom aux champs cultivés qui l'enserraient à l'époque de sa construction. La proximité de la Seine était favorable aux déplacements en barque entre le monastère et le cimetière et c'est par ce moyen que se faisaient les processions funèbres de la communauté.
Une petite agglomération se forme autour de la chapelle et de la grange Saint-Éloi contigüe, au centre d'un domaine agricole, constituant un des premiers noyaux d'habitat de la rive droite, avec ceux constitués autour de l'église Saint-Gervais, de l'église Saint-Merri et sur le monceau de Saint-Germain-l'Auxerrois.
Ce domaine était un fief comportant droit de haute justice sur les habitants du bourg avec un tribunal et une prison dans la grange Saint-Éloi et possédait des terres autour de la chapelle puis église Saint-Paul et également un vaste territoire dans une partie des actuels 11e  et 12e arrondissement
.
Aucun vestige de cette chapelle n'a été trouvé mais des sarcophages mérovingiens ont été découverts à proximité.

### L'église paroissiale Saint-Paul-des-Champs
Une église, bâtie à une date inconnue, remplace l'ancienne chapelle et devient paroissiale en 1125.
Un cimetière, une grange et une prison, annexe du tribunal de la justice seigneuriale, jouxtaient l'église.
Le fief du monastère Saint-Éloi échoit aux religieux de Saint-Maur-des-Fossés en 1134 puis est rattaché en 1533 au domaine de l'évêque de Paris qui était à cette date abbé commendataire de l'abbaye de Saint-Maur.
Aux XIVe siècle et XVe siècle, cette paroisse était celle des rois qui séjournaient à proximité à l'hôtel Saint-Pol et à l'hôtel des Tournelles. Charles VI y fut baptisé en 1368.
Les rois Charles V et Charles VI financent sa remise en état. Elle est reconstruite en 1430-1431. Après le départ des Anglais, Charles VII y fait établir un vitrail représentant Jeanne d'Arc.
L'édifice est remanié au niveau du chœur sous la direction de Jules-Hardouin Mansart à partir de 1684.

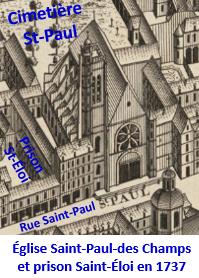
Église Saint-Paul-des-Champs en 1737 sur plan de Turgot
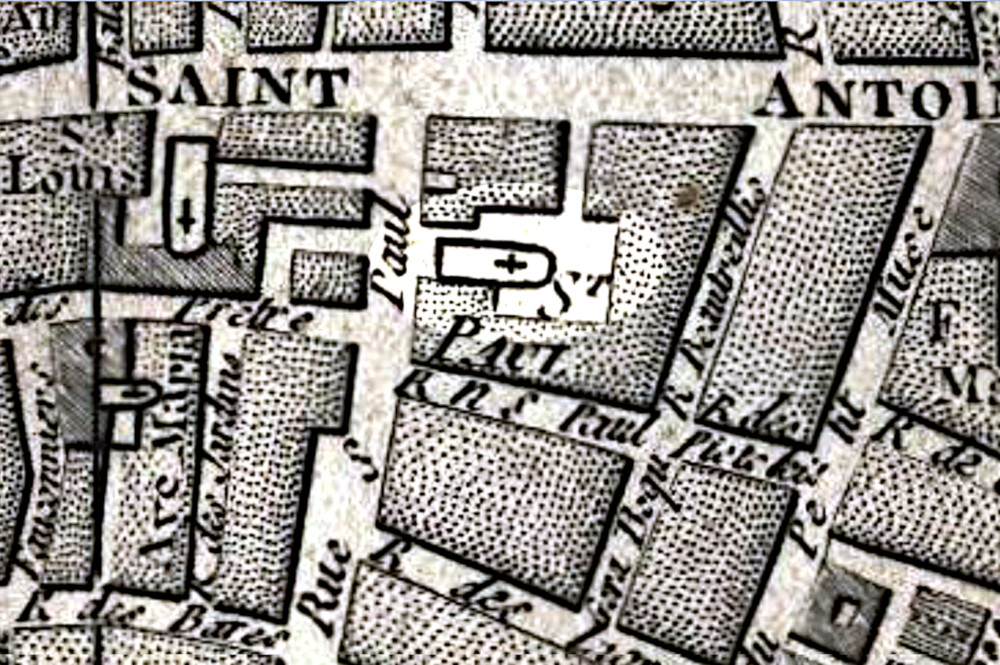
Église Saint-Paul-des-Champs en 1787 (pastille claire) sur plan de Brion de la Tour ; cette ancienne église faisait face à la rue Eginhard toujours présente.
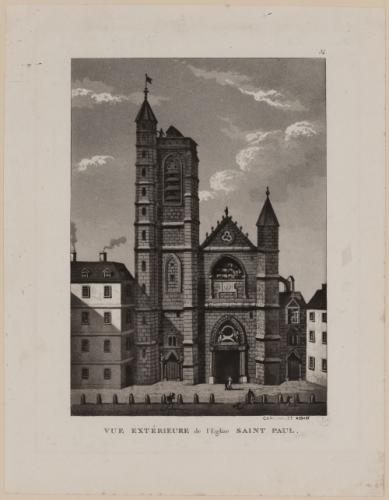
Église Saint-Paul (dessin du XIXe siècle)

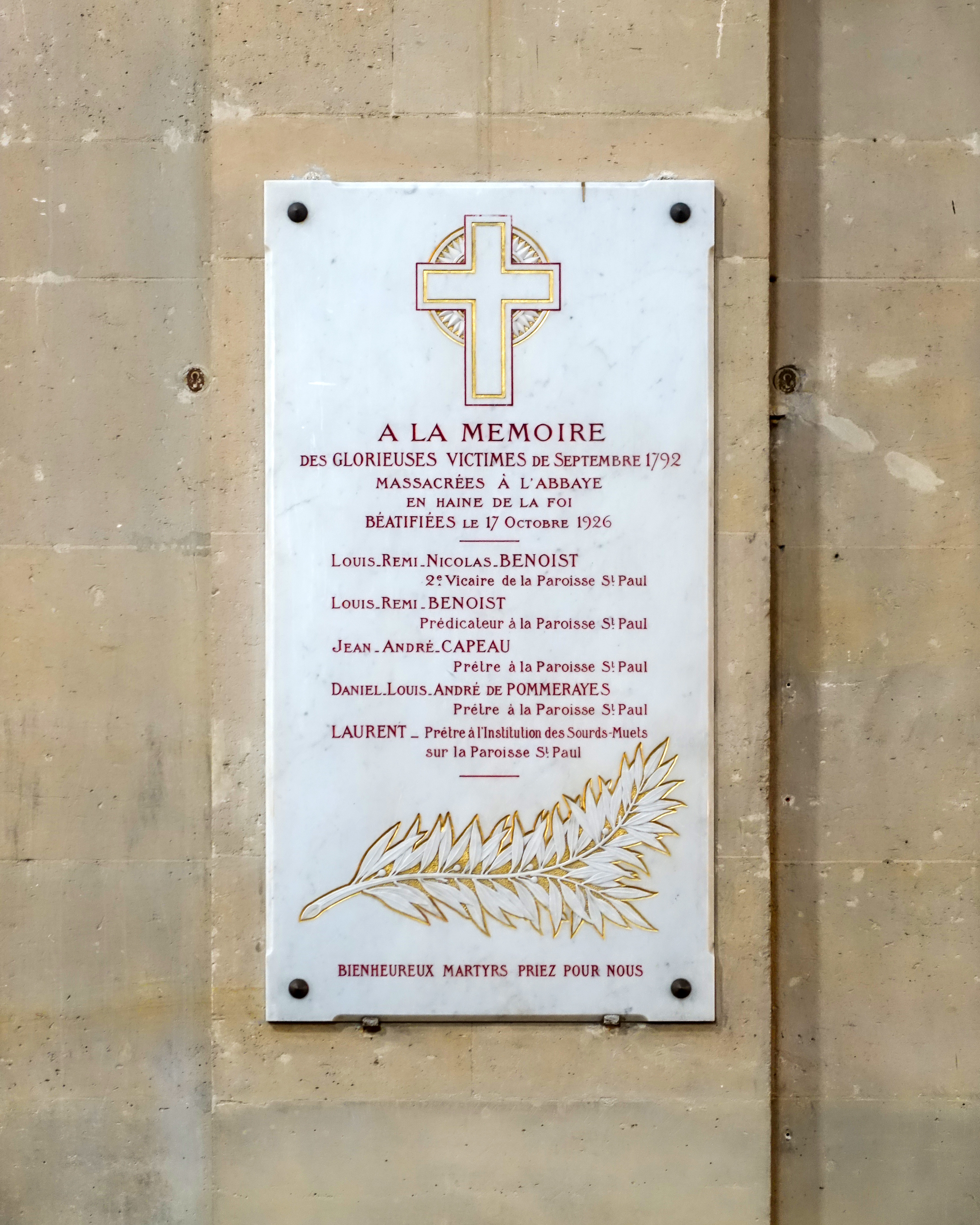
Plaque à la mémoire des prêtres de la paroisse Saint-Paul-des-Champs, victimes des massacres de septembre 1792, fixée sur un pilier de l'église Saint-Paul-Saint-Louis

L'église est fermée en 1790. Au terme de la sanglante journée insurrectionnelle du 10 août 1792, dix-neuf corps ramassés dans les rues sont inhumés le soir même au cimetière de Saint-Paul. Parmi les vicaires de la paroisse Saint-Paul de Paris, cinq sont connus pour avoir refusé de prêter serment à la constitution civile du clergé,,,,, dont l'un officiant à l'Institution des sourds-muets établie sur la paroisse. Qualifiés de « prêtres réfractaires », ils furent assassinés lors des massacres de Septembre, soit à la prison de l'Abbaye, soit à la prison des Carmes. Le pape Pie XI les béatifia le 17 octobre 1926. Une plaque fixée sur un pilier dans l'église Saint-Paul-Saint-Louis honore leur mémoire. La paroisse fut supprimée en 1793. Son église, saisie comme bien national, fut vendue en 1796 avec le cimetière Saint-Paul et la grange Saint-Éloi qui la jouxtaient à un marchand de bois qui la démolit pour récupérer les matériaux. L’eglise a été utilisée comme salle de réunion puis de dépôt des carrosses royaux, saisis à Versailles, afin d’en récupérer les dorures et les métaux.
Un pan de mur de la tour-clocher, adossé au mur pignon de l'immeuble d'habitation no 32, et son horloge, de 1627, qui orne depuis 1802 la façade de l'église Saint-Paul-Saint-Louis, sont les seuls vestiges subsistants de l'ancienne église Saint-Paul.
Une nouvelle paroisse fut constituée au début du XIXe siècle, à laquelle fut attribuée l'église de l'ancienne maison professe des Jésuites (Saint-Louis des Jésuites de Paris, rue Saint-Antoine), construite au XVIIe siècle à proximité de l'église paroissiale Saint-Paul. En souvenir de cette dernière, disparue, elle prit le double vocable d'église Saint-Paul-Saint-Louis.

#### Curés de la paroisse Saint-Paul de Paris
- 1664 : Antoine Hameau, docteur de Sorbonne, prit le titre de curé de Saint-Paul le 19 juillet 1664. Il était Conseiller-Clerc du parlement le 14 décembre 1668 et mourut à Paris le 15 février 1696. Il fut principal du Collège de la Marche en 1689 puis recteur de l’université de la Sorbonne à Paris[14]. Prédécesseur de Gilles Le Sourd.
- 1692 : Gilles Le Sourd[15], curé de Saint-Paul de 1692 à 1711, dans la succession d'Antoine Hameau, il décède le 2 janvier 1711. Il était principal du Collège de la Marche en 1689 puis recteur de l’université de la Sorbonne à Paris[14].En 1703, il entreprend la construction de la chapelle du transept nord de l'église Sainte-Marguerite de Paris, aussi appelée chapelle Saint-Joseph-Sainte-Marguerite.
- 1711 : Guillaume Bouret, docteur de la maison et société de Sorbonne, nommé curé de Saint Paul en 1711 dans la succession de Gilles Le Sourd, il mourut le 2 février 1721 à l’âge de 72 ans.

#### Organistes de l'église Saint-Paul de Paris
Cette liste est sans doute incomplète et peut-être mal ordonnée. Votre aide est la bienvenue !
- [Jean] Blet († 1635), organiste de l'église Saint-Paul disparut en janvier 1635. Selon le registre paroissial des inhumations (dans lequel le prénom fut initialement laissé en blanc, puis ajouté au crayon), son corps fut apporté à l'église le 25 avril 1635 « après trois mois ou environ d'absence, pendant lequel temp sa femme et parens ayant fait diligente recherche & n'ayant peu savoir ce qui en estoit arrive, enfin ce dict jour a esté trouvé & recongneu [sic pour reconnu] noyé dans la rivière de Seinne [...] »[16]. Ce qui est confirmé dans le registre distinct tenu par Christofle Petit, prêtre de Saint-Paul, qui écrit qu'« on [le] trouva noyé vers Chaillot, depuis trois mois et demy qu'on ne sçauoit ce qu'il estoit deuenu : et fut apporté dans vn batteau jusqu'au port St Paul, où nous le fûmes quérir et aussitost enterré, soubz le coin de son orgue, du costé de nostre maison Saint-Paul, et après fut dicte la messe et De profundis en musique sur sa fosse. »[17],[18].
- Henry Du Mont (1610-1684)
- Raymond Bailly
- Jean-Baptiste Buterne (v.1650-1727)
- Louis-Claude Daquin (1694-1772)

### Le cimetière Saint-Paul
Le cimetière paroissial Saint-Paul et son charnier se situaient derrière l'église Saint-Paul. C’était l'un des plus anciens et le plus grand cimetière de Paris après le cimetière des Innocents.
Des centaines de milliers de personnes y furent enterrées du VIIe siècle à sa fermeture à la fin du XVIIIe siècle.
La proximité de la Bastille amena à y enterrer les ossements des prisonniers découverts dans les cachots lors de la démolition de la forteresse en 1790.

## Événements liés à la paroisse Saint-Paul de Paris

### Mariages et baptêmes
- 1368 : Baptême. Charles de Valois (1368-1422), dauphin, futur Charles VI le Bien-Aimé (en 1380), troisième fils de Charles V (1338-1380) et de Jeanne de Bourbon, baptisé à Saint-Paul le mercredi 6 décembre 1368 par Jean de Dormans, cardinal de Beauvais.
- 1372 : Baptême. Louis de Valois (1372-1407), futur Louis Ier d'Orléans (en 1392), quatrième fils (second survivant) du roi Charles V le Sage (1338-1380) et de Jeanne de Bourbon (1338-1378), baptisé à Saint-Paul le 15 mars 1372 par l'Archevêque de Reims, Jean de Craon; Titré duc de Touraine (en 1386 ou 1387) avant de recevoir l'Orléanais (1392) en apanage de son frère, sous le nom de Louis Ier.
- 1403 : Baptême. Charles de Valois (1403-1461), futur Charles VII (en 1422), cinquième fils de Charles VI et Isabeau de Bavière né le 22 février 1403 en l'hôtel royal Saint-Pol et baptisé à l'église Saint-Paul avec pour parrains le connétable de France Charles d'Albret et le Comte Charles de Luyrieux et pour marraine Jeanne de Luxembourg-Saint-Pol. Titré comte de Ponthieu à sa naissance, dauphin et duc de Touraine à la mort de son frère Jean (1417) avant d'accéder au trône de France (1422).

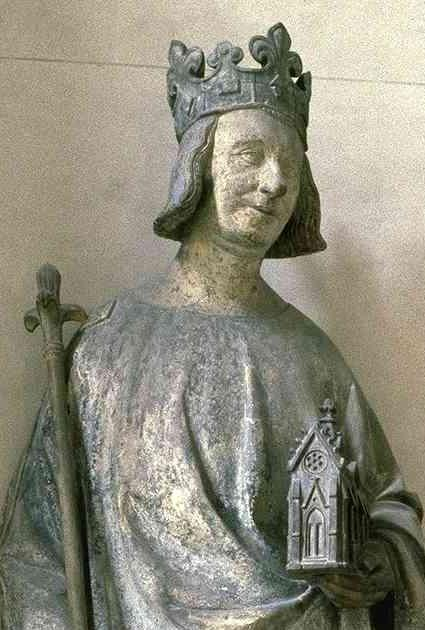
Charles V de France
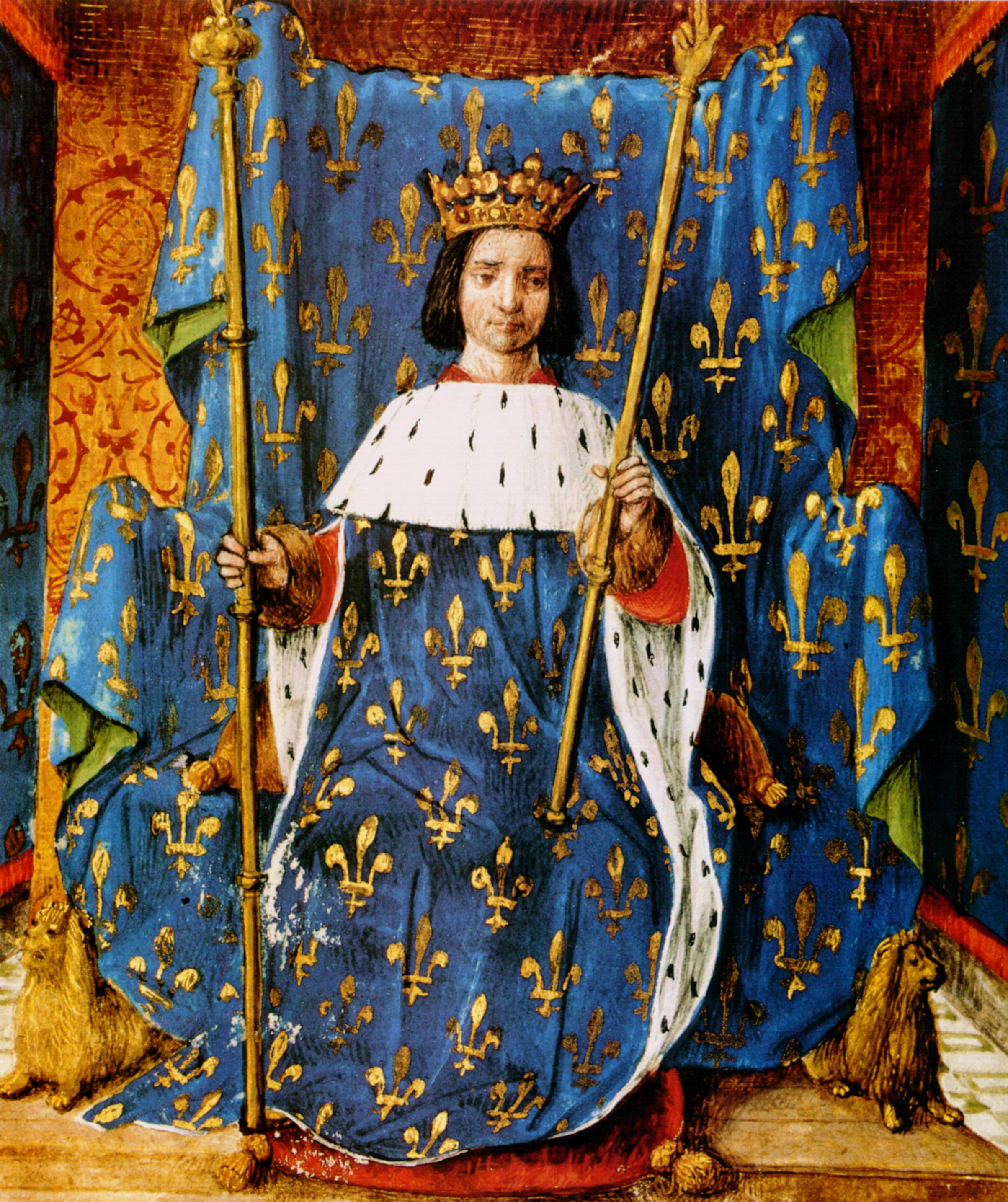
Charles VI de France
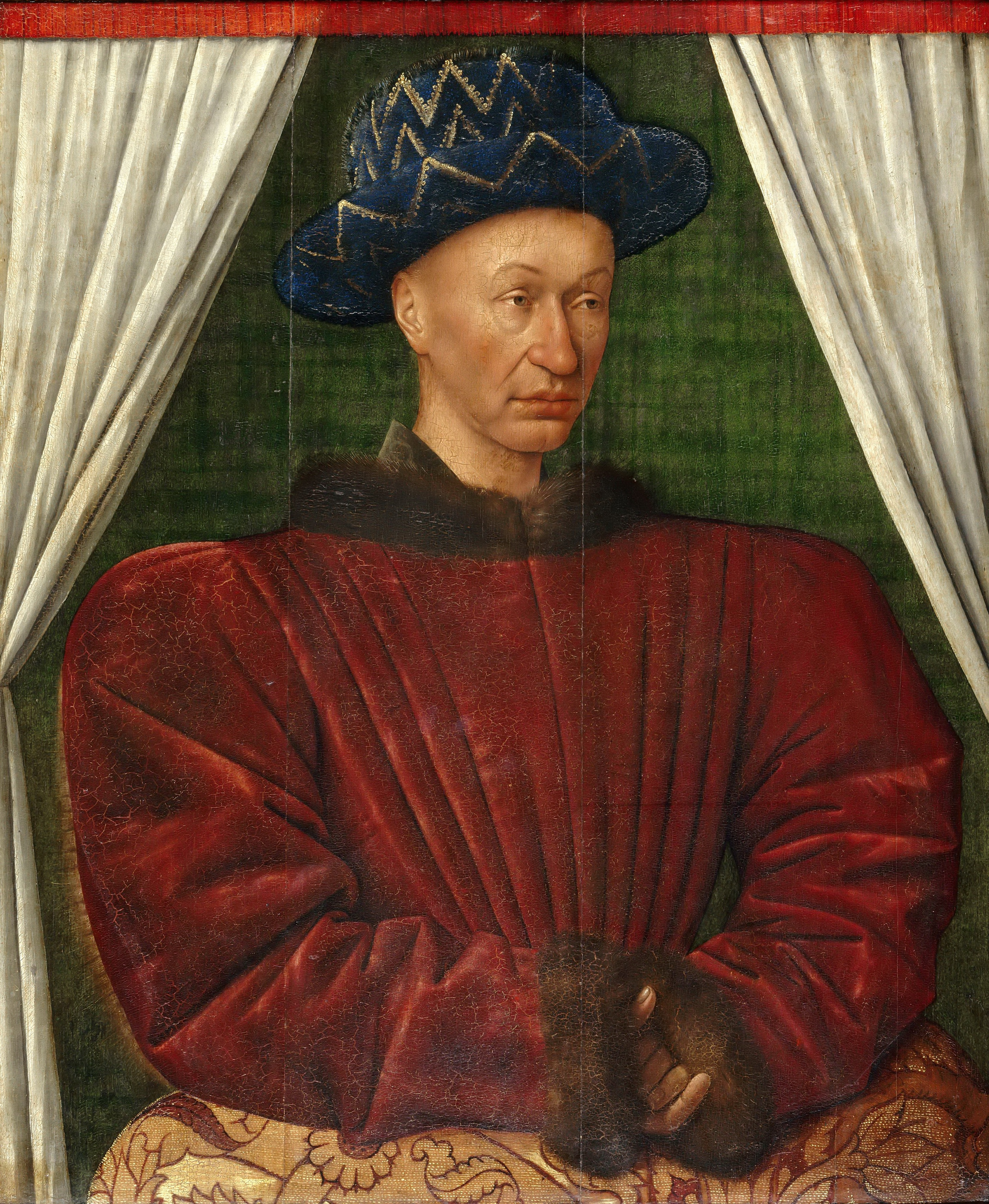
Charles VII de France

- 1559 : Mariage. Emmanuel-Philibert de Savoie (1528-1580) et Marguerite de Valois (1523-1574), duchesse de Berry (1550)[19], fille de François Ier et de Claude de France (tous deux décédés) sont mariés le 9 juillet 1559 en l'église Saint-Paul par le cardinal Charles de Lorraine. Leur union avait préalablement fait l'objet d'une des clauses du second traité du Cateau-Cambrésis, signé le 3 avril 1559 par les plénipotentiaires des rois de France et d'Espagne Henri II et Philippe II pour sceller une paix durable. Lors du tournoi organisé à cette occasion le 29 juin 1559 dans la rue Saint-Antoine, un coup de lance porté par Gabriel de Lorges, comte de Montgommery avait mortellement blessé le roi Henri II, frère de l'épousée. Transporté à l'hôtel des Tournelles, il avait un moment repris connaissance et avait donné l'ordre formel de hâter le mariage et de le célébrer pendant le peu de temps qui lui restait à vivre. Ce qui fut fait ce 9 juillet 1559, et selon les Mémoires retranscrites du seigneur de Vieilleville, dans les « pleurs, sanglots, tristesses et regrets » en pleine nuit « avec torches, flambeaux et toultes aultres sortes de luminaire ». Henri II mourut le lendemain 10 juillet 1559 à l'hôtel des Tournelles[20].
(Article connexe: Un mariage endeuillé (1559)

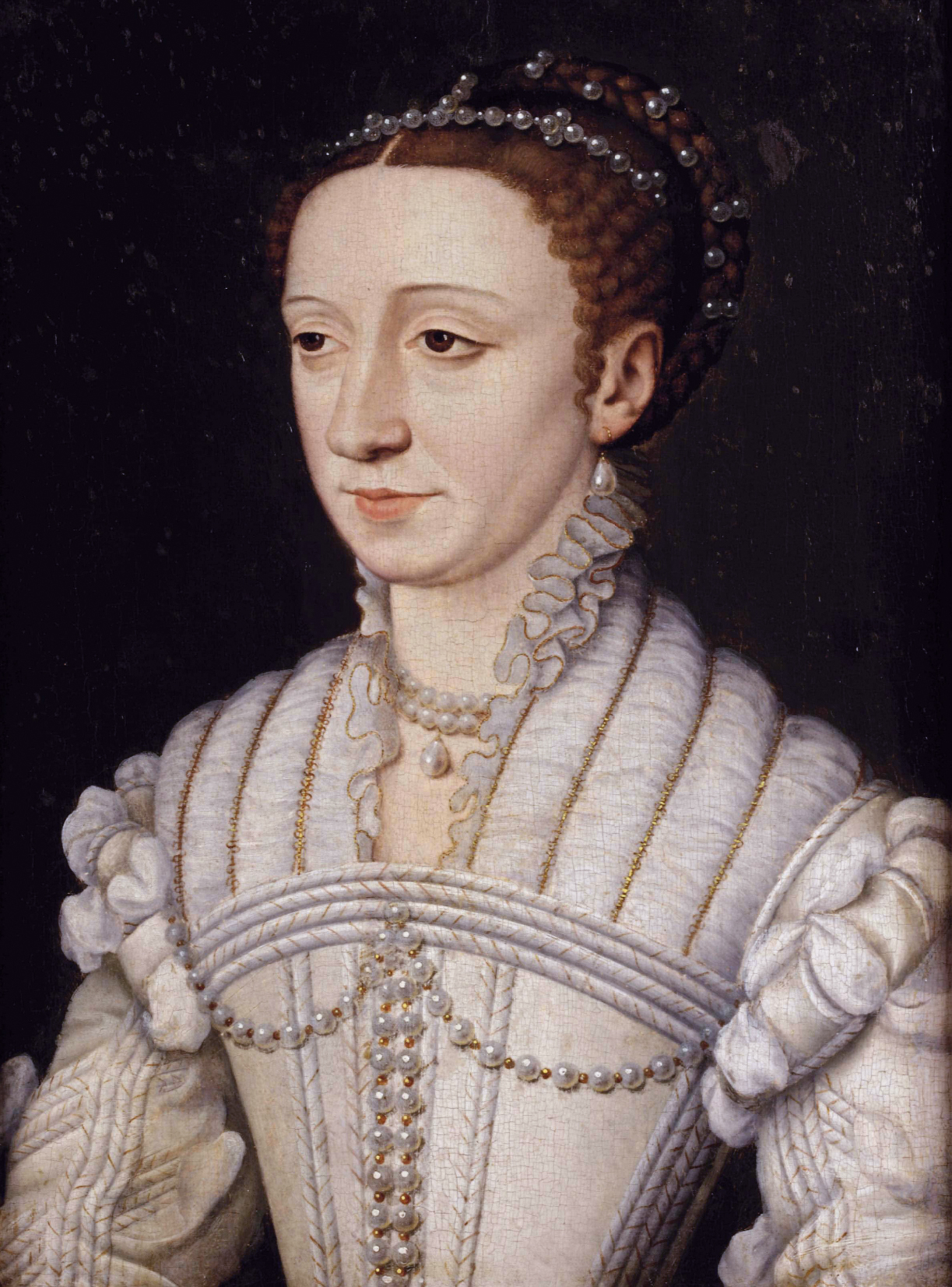
Marguerite de France, duchesse de Berry par François Clouet.
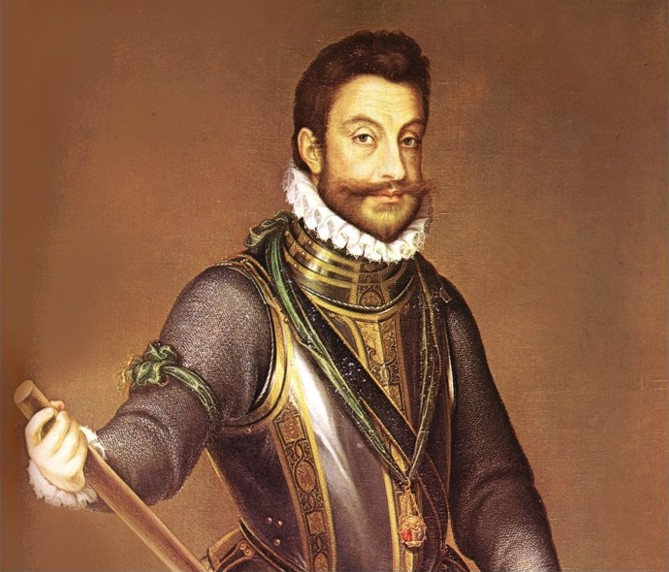
Emmanuel Philibert Ier, duc de Savoie

- 1592 : Mariage. Pierre Biard l'Aîné (1559-1609) « Me sculpteur et architecteur [sic] du Roy » épousa le 28 janvier 1592 à l'église Saint Paul Eléonoe Fournier, célibataire demeurant rue de la Cerisaie[17],[21]. L'épousée est la fille de Florent Fournier et sœur d'Isaïe Fournier, successivement entrepreneurs des maçonneries du Louvre[22].
- 1626 : Baptême. Marie de Rabutin-Chantal, future Madame de Sévigné, épistolière, fille de Celse Bénigne de Rabutin, baron de Chantal et de Marie de Coulanges, son épouse, demeurant place Royale chez Philippe de Coulanges, conseiller du Roi en ses conseils d'État et privé (grand-père maternel); née le 5 février 1626, baptisée le 6 février avec pour parrain Charles Le Normand, seigneur de Beaumont, et pour marraine Marie de Bèze (grand-mère maternelle) dont elle reçut le prénom Marie[23]

- 1696 : Mariage. « Jean-François-Paul de Bonne de Créquy, d’Agoult, de Vise, de Monlor [sic] et de Montauban, comte de Sault, duc de Lesdiguières, pair de France, colonel du régiment d'infanterie de Sault, âgé de dix sept ans, fils de deffunct Emmanuel de Bonne de Créquy, » gouverneur et lieutenant général en la province de Dauphiné, « et de Dame Paule-Marguerite-Françoise de Gondy de Retz, demeurant rue de la Cerisaye [sic, pour Cerisaie] » épousa, le 17 janvier 1696, à Saint-Paul, « dlle Louise-Bernarde de Durfort, âgée de quatorze ans, fille de Jacques Henri de Durfort, duc de Duras, comte de Rauzan, marquis de Blanquefort …, chr des ordres du Roy, pair et Premier Maréchal de France, capne des gardes du corps de S. M., gouverneur et lieutt gl de la comté de Bourgogne, gouverneur particulier des ville et citadelle de Besançon, et de Madeleine Félix de Levy de Ventadour, demt place Royale. L'acte est signé : « Jean-François-Paul de Bonne de Créquy, duc de Lesdiguières, Louise-Bernarde de Durfort de Duras, Paule-Françoise de Gondy, duchesse de Lesdiguières, Jacques-Henry de Dufort, duc de Duras, M. f. de Leuy. Fréderic de la Trémoille prince de Talmont. Henry de Durfort. Duc de Duras, Louis-Madeleine de la Marck, Paul-Jules Mazarin » (le duc de la Meilleraye), « Charlotte-Félix-Armande de Durfort » (sœur de la mariée), « Colbert de Saint-Pouenge. »[17],[24]

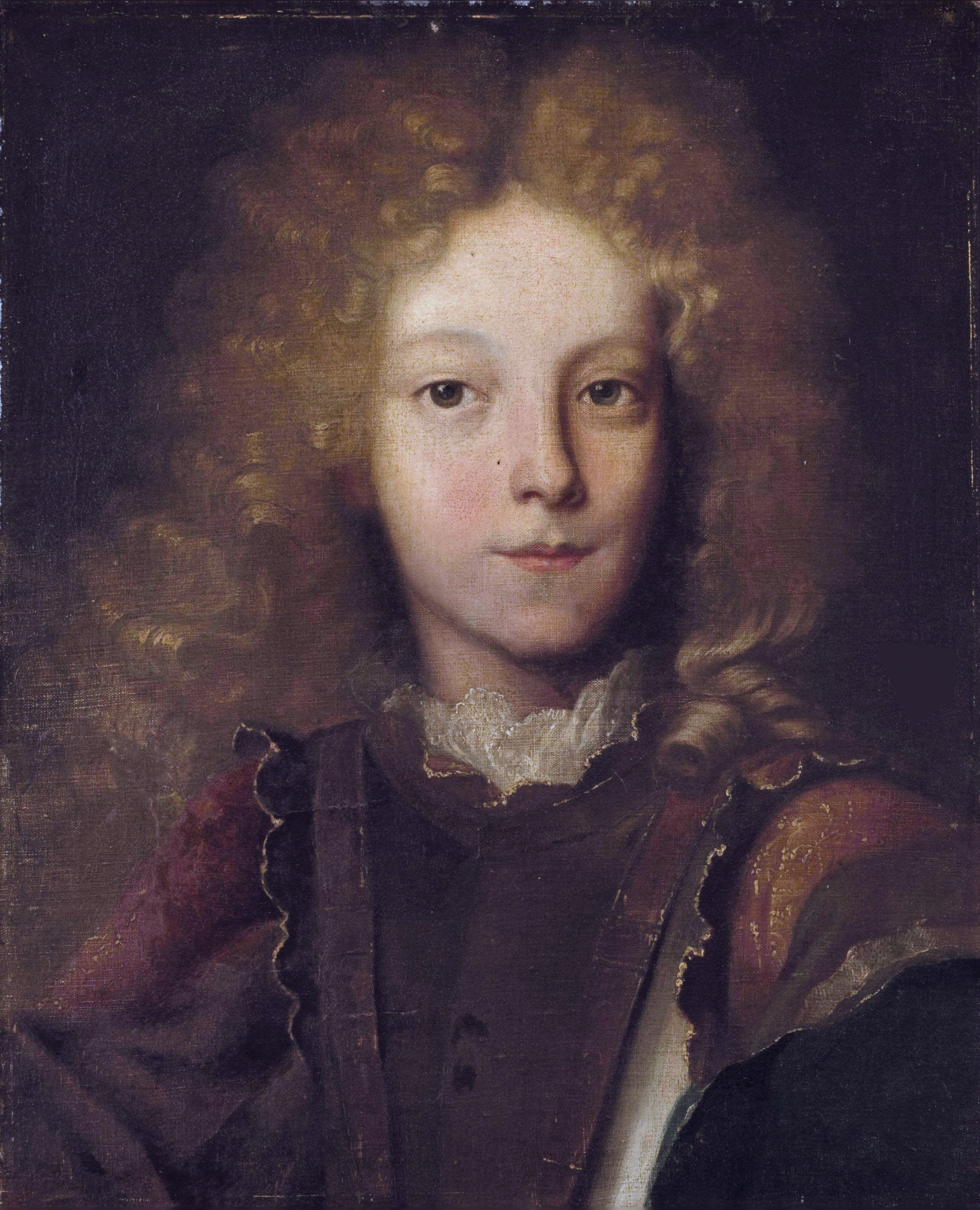
Jean-François-Paul de Bonne de Créquy (1678-1703), 5e duc de Lesdiguières, d'après Hyacinthe Rigaud
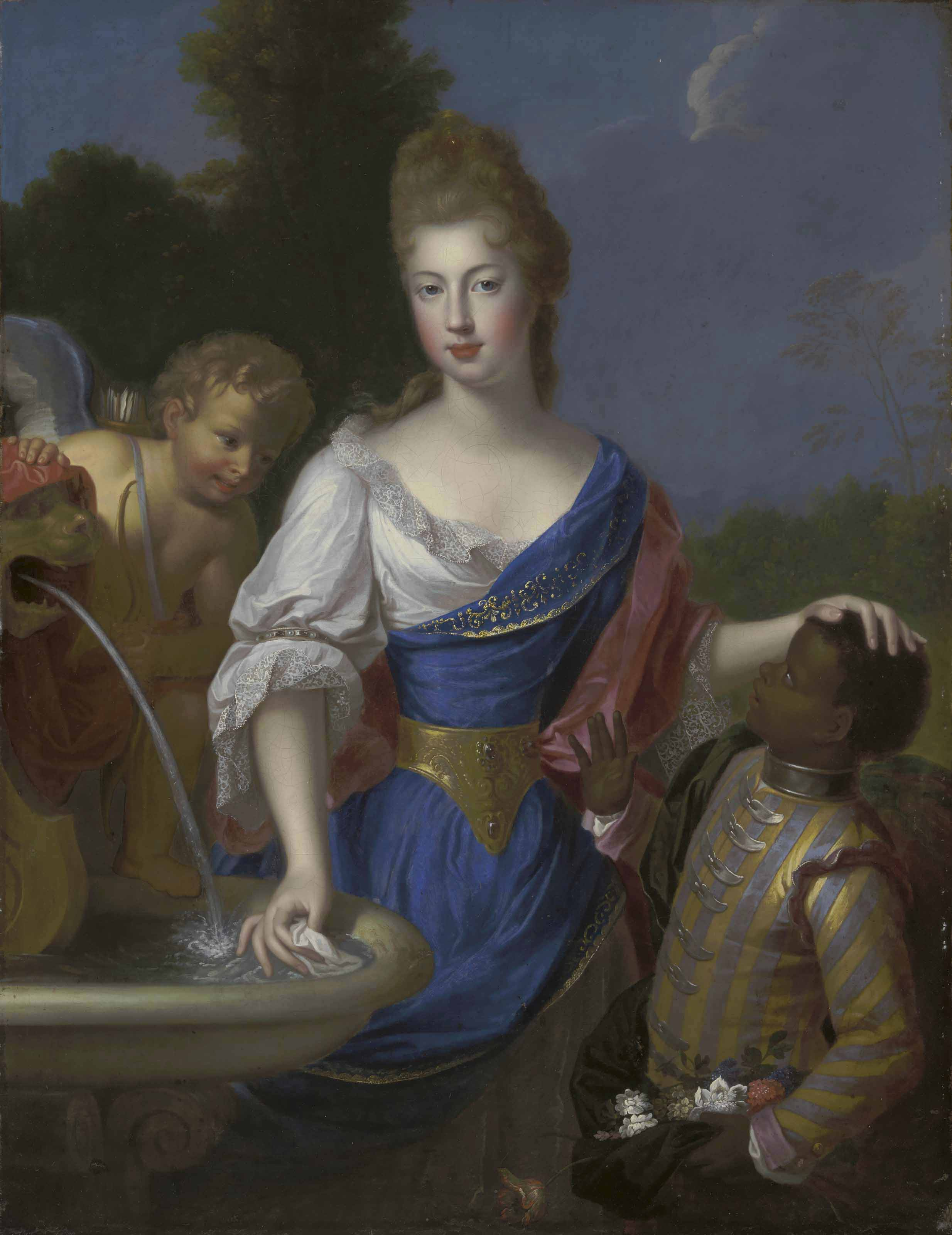
Louise Bernardine de Durfort de Duras (identité supposée), par Pierre Gobert
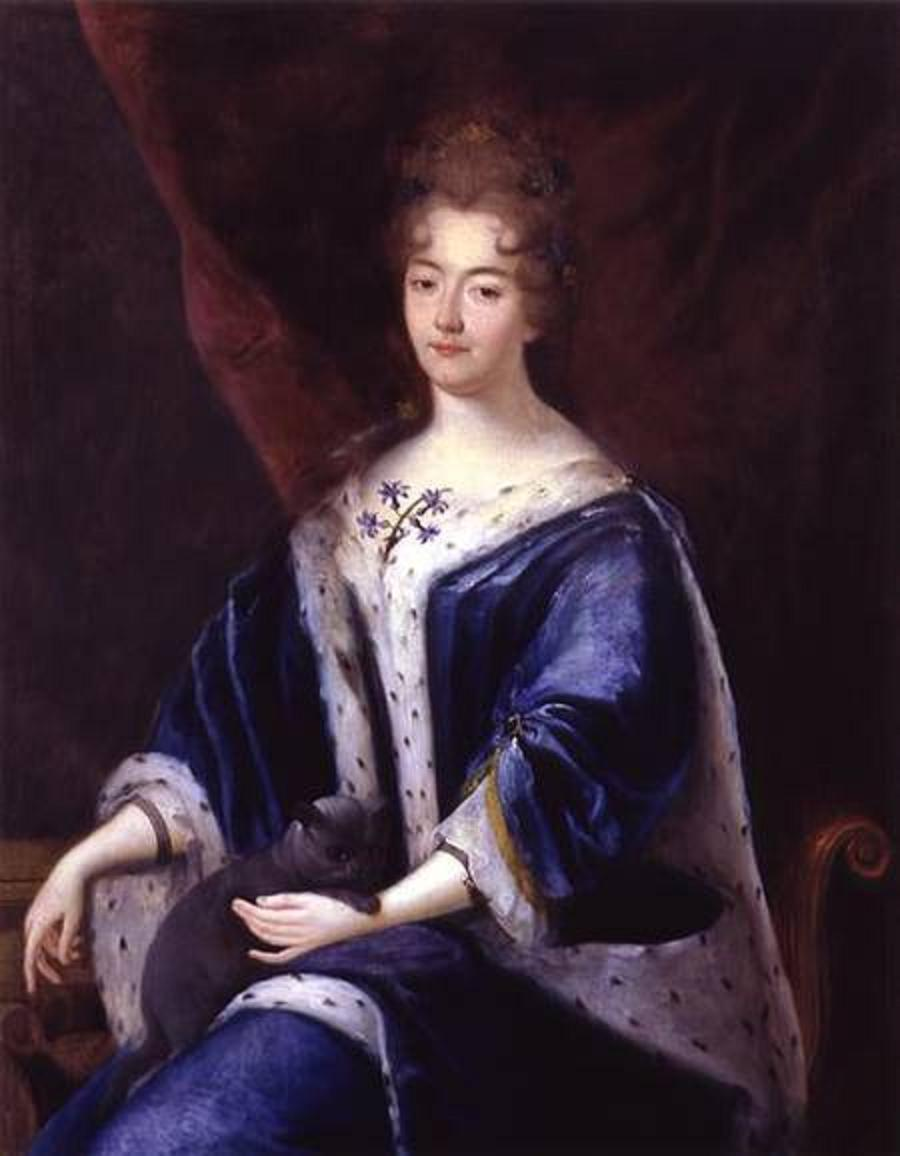
La mère de l'épousé: Paule-Marguerite Françoise de Gondi par Pierre Mignard.

- 1721 : Mariage. « Le 15 septembre 1721, Mre Joseph-Marie de Boufflers, pair de France, gouverneur des provinces de Flandre et de Haynault, gouverneur particulier des ville et citadelle de Lille, etc., Mestre de camp d'un régiment d'infanterie, comte d'Estogy, seigr de Boufflers, âgé de quinze ans, fils de deffunt Mr Louis-Francois, duc de Boufflers, puis maréchal de France, etc. » et de « Catherine Charlotte de Gramont, demeurant place Royale » épousa, à Saint-Paul, « damoiselle Mademoiselle Magdelaine-Angélique de Neufville Villeroy: âgée de treize ans et onze mois, fille de Louis-Nicolas de Neufville, duc de Villeroy, pair de France, capne de la première et de la plus ancienne compagnie françoise des gardes du corps du Roy, lieutenant gl des armées de S.M., gouverneur de Lyon, pays de Lyonnois, Forest et Beaujollais, et de deffunte Marguerite Le Tellier, demt hostel de Lesdiguières. » L'acte est signé: « Joseph-Marie, duc de Bouffler [sic], Madelaine-Angélique de Villeroy, (deux C croisés) de Gramont, malle duchesse de Boufflers, François de Neuville, etc. »[17],[25]

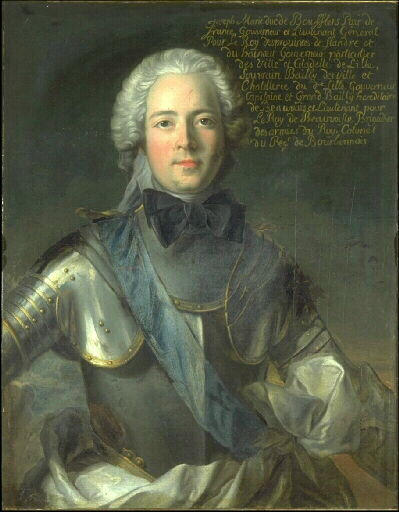
Joseph-Marie de Boufflers (1706-1747)

### Inhumations
Voir Cimetière Saint-Paul-des-Champs

### Autres personnalités liées à la paroisse
- Guichard Bessonat, notaire et secrétaire du roi et son épouse Simone Dauvergne, donateurs. Ils constituent, le 12 septembre 1486 à la fabrique de l'église Saint-Paul à Paris, 8 livres parisis de rente, moyennant 100 livres parisis[26]
- Jean Pierre Dijou archer du guet de la ville de Paris, cavalier chargé de protéger les rues de Paris des désordres et des filous, la nuit[27], fut aussi maître d'hôtel de la paroisse Saint-Paul et de Gilles Le Sourd (curé de Saint-Paul de 1692 à 1711) et vivait dans la demeure de ce dernier[28]. Il se marie le 30 janvier 1704 à Paris avec Anne Marie Danteille[29]. Son fils Pierre Dijoux dit Paquet, né vers 1706 à Paris, s’embarque sur le vaisseau de la compagnie des Indes Le Bourbon et arrive à l’île Bourbon (La Réunion) le 4 août 1728[30]. Les témoins au mariage de Jean Pierre Dijou sont Gilles Le Sourd, curé de la Paroisse, Maître Faudoire Jacques, Notaire à Paris, Charles Lebourg de Monmorel, aumônier de la Duchesse de Bourgogne Marie-Adélaïde de Savoie mère de Louis XV et Anne Chevalier épouse d'Antoine Geoffroy de Coiffy, arrière grand-mère de Jean-Baptiste de Montyon.